# Hieracium cerinthiforme
Hieracium cerinthiforme es una especie de planta con flor del género Hieracium, de la familia Asteraceae, orden Asterales.

## Distribución
Hieracium cerinthiforme se distribuye por Escocia, Inglaterra, Irlanda y las Islas Orcadas.

## Taxonomía
Fue descrita científicamente por Backh. ex F. Hanb. Fue publicada en J. Bot. 30: 169 (1892).